# Christophe Humbert
Christophe Humbert  [Kristof Ymber], (* 26. červen 1979 Pontarlier, Francie) je bývalý reprezentant Francie v judu.

## Sportovní kariéra
Celou první část kariéry bojoval v kategorii střední (do 90 kg), ale proti Dmonfokuovi se nedokázal do nominace na vrcholný podnik prosadit. Vše se vyřešilo v poolympijském roce 2005, kdy poprvé dostal příležitost startovat v kategorii polotěžké na úkor odpočívajícího Lméra. Stal se mistrem Evropy v na mistrovství světa v témže roce si užil premiéru ve své střední váze. Neuspěl a ke všemu se na konci sezóny zranil.
Kategorii polotěžkých vah již zůstal věrný, ale po příchodu Dmonfokua do téže váhy v roce 2007 zůstal stabilní reprezentační dvojkou. V roce 2008 s ním prohrál nominaci na olympijské hry v Pekingu.
Sportovní kariéru ukončil až v roce 2012.

## Výsledky
| Turnaj             | 1998 | 1999 | 2000 | 2001 | 2002 | 2003 | 2004 | 2005 | 2006 | 2007 | 2008 |
| ------------------ | ---- | ---- | ---- | ---- | ---- | ---- | ---- | ---- | ---- | ---- | ---- |
| Mistrovství světa  | -    | dns  | -    | dns  | -    | dns  | -    | úč.  | -    | dns  | -    |
| Mistrovství Evropy | dns  | dns  | dns  | dns  | dns  | dns  | dns  | 1.   | dns  | dns  | 5.   |
| ME juniorů         | 7.   | -    | -    | -    | -    | -    | -    | -    | -    | -    | -    |